# ソウルフル・ワールド
『ソウルフル・ワールド』（原題：Soul）は、ピクサー・アニメーション・スタジオ製作によるアメリカ合衆国のコンピュータアニメーション・ファンタジー・アドベンチャー映画。Disney+にてアメリカ合衆国と日本で2020年12月25日に配信された。監督はピート・ドクター。同時上映は『夢追いウサギ』。

## 概要
ピクサーの長編映画としては、同年に上映する『2分の1の魔法』に次ぎ1995年公開の『トイ・ストーリー』から数えて23作目となる。
人間が生まれる前に「どんな自分になるか」を決めるソウルの世界を舞台に、そこへ落下したジョー・ガードナーとソウルの世界に住む22番の2人を主人公に据え、ジョーが地上へと戻るために2人が繰り広げる冒険を軸に、人生の素晴らしさや煌めきなどといったことが深く描かれている。
本作は、第73回カンヌ国際映画祭の公式セレクションとして他55作品と共に公式選出された。

## キャッチコピー
- もしも「どんな自分になるか」を決める場所があったとしたら…？[16]
- ソウルの世界へ、ようこそ！そこは「どんな自分になるか」を決める場所…の、はずだった―[17]

## あらすじ
ジャズ・ピアニストを夢見る中学校の音楽教師ジョー・ガードナーは、ある日ニューヨークで1番有名なジャズ・ミュージシャンドロシア・ウィリアムズのジャズ・クラブで演奏するチャンスを手に入れるが、浮かれ気分で街を歩いている最中にマンホールへ落下してしまう。
ジョーが目を覚ますと、人間が生まれる前に「どんな自分になるか」を決めるソウルの世界におり、彼自身もソウルの姿となっていた。この世界にいるカウンセラー・ジェリーに話を聞いたジョーは「人生の煌めき」を見つけ、通行証を手に入れれば地球に戻れることを知る。そこでジョーは人間嫌いで何百年もの間地上に行くことを嫌がっていたソウル22番をメンターとして相棒にし、奔走する。
手始めに2人は22番の知り合いのムーンウィンドというソウルを頼る。彼は迷子になったソウルたちを救済する活動をしている。地球の病院で昏睡状態になっている自分の体を見て焦ったジョーは過誤により傍にいた猫・ミスター・ミトンズの体に入り、逆に22番がジョーの体に入ってしまう。地上にいる人間のムーンウィンドを探すべく病院から逃げ出した2人だったが、初めての現実世界に22番は怯え混乱する。なんとかムーンウィンドを見つけたのだが、ジョーを地上に帰すことができるのはその日の6時半であり、それまでに準備を整えることにする。地上での生活を経験していく22番は、この世界での「煌めき」を感じていくのだった。そんな中、約束の6時半になるも地上をすっかり気に入りソウルの世界に戻りたくない22番はジョーの体に入ったまま逃げ出してしまう。だが、ジョーを探していたソウルの計算係・テリーに見つかってしまい、ジョーと22番はソウルの世界へ連れ戻されてしまう。
この直後、22番は通行証を手に入れていたが、ふとした事でそれを捨ててしまう。その通行証で地上に戻ったジョーは念願だったドロシア・ウィリアムズのジャズ・クラブでの演奏を達成する。その後、自室に戻った彼は自分の人生を振り返り、自身の「煌めき」はジャズではなく日々の生活にあったことに気づき、ピアノを弾いている内にソウルの世界へ戻る。そしてジョーは迷子のソウルとなった22番を説得すると通行証を彼女に譲り、地上へ向かう所を見送った。
その後、ソウルの世界に留まったジョーは死を受け入れるが、そんな彼を見たカウンセラー・ジェリーは地球に戻る為の通路を開ける。こうして地上に戻ったジョーは一瞬一瞬を大切に生きていくことを決意したのであった。
エンドロール後、テリーが視聴者に向けて「ほら、映画は終わった！早く帰って！」と発して映画は幕を閉じる。

## 登場キャラクター
ジョー・ガードナー（Joe Gardner）
本作の主人公。ジャズ・ピアニストを夢見る中学校の音楽教師。一人称は「俺」。ニューヨーク出身。45歳。
自身の夢であるニューヨークで1番有名なジャズ・クラブで演奏するチャンスを手に入れるも、浮かれ気分で街を歩いている最中にマンホールへ落下。
そこで迷い込んだソウルの世界で22番と共に地上へと戻る方法を探す。
22番（22）
本作のもう1人の主人公。ソウルの世界に暮らす人間嫌いのソウル。一人称は「私」。
自分のやりたいことが見つかられず、何百年もソウルの世界に留まっている。
ムーンウインド（Moonwind）
ソウルの世界に暮らすソウルの一人。
迷いを抱いているソウルを手助けしている。
カウンセラー・ジェリー（Counselor Jerry）
ソウルの世界の住人。
生まれたばかりのソウルを導く。複数存在するが全員、固有の名前を持たない。
テリー（Terry）
ソウルの世界の住人。
ディズニー・ヴィランズのポジションで死亡者のソウルの数を計算している。
死亡認定されているにも拘らず天界から抜け出したジョーを追っている。

## ソウルの世界
ソウル（魂）だけが集う異世界。
ここで生まれたソウルは学習の末に自分なりの煌めきを見つける事で通行証を受け取り、それを持って地球に繋がる穴へ飛び降りる事で人間として生を受ける。
また、死亡者のソウルはこの世界に戻った後、宇宙の果てにある天界に送られる。

## 声の出演
「ピクサーの幸運のお守り」と称され、全長編作品に出演していたジョン・ラッツェンバーガーは、本作で初めて「サプライズ」の形での出演を経験した。
| キャラクター                 | 原語版                       | 日本語吹替版   |
| ---------------------------- | ---------------------------- | -------------- |
| ジョー・ガードナー           | ジェイミー・フォックス       | 浜野謙太       |
| 22番                         | ティナ・フェイ               | 川栄李奈       |
| ムーンウィンド               | グラハム・ノートン           | 福田転球       |
| テリー                       | レイチェル・ハウス           | 梅田貴公美     |
| カウンセラー・ジェリー       | アリシー・ブラガ             | 北西純子       |
| カウンセラー・ジェリー       | リチャード・アイオアディ     | 多田野曜平     |
| カウンセラー・ジェリー       | ウェス・ステュディ           | 後藤敦         |
| カウンセラー・ジェリー       | フォーチュン・フィームスター | 仲野裕         |
| カウンセラー・ジェリー       | ゼノビア・シュロフ           | 森夏姫         |
| ダンサースター               | オチュワ・オギー             | 森夏姫         |
| リバ・ガードナー             | フィリシア・ラシャド         | 定岡小百合     |
| デズ                         | ドンネル・ローリングズ       | 宮本崇弘       |
| カーリー                     | クエストラブ                 | 丸山壮史       |
| ドロシア・ウィリアムズ       | アンジェラ・バセット         | RICO           |
| コニー                       | コーラ・シャンポミエ         | 横溝菜帆       |
| メルバ                       | マーゴ・ホール               | 野村須磨子     |
| ポール                       | ダヴィード・ディグス         | 木村昴         |
| ルル                         | ロデッサ・ジョーンズ         | 西宏子         |
| 医師                         | サキナ・ジャフリー           | 鶏冠井美智子   |
| ヘッジファンド・マネージャー | カラム・グラント             | 加藤拓二       |
| セラピー猫の婦人             | ローラ・ムーニー             | 伊沢磨紀       |
| ジェレル                     | ジューン・スキッブ           | 伊沢磨紀       |
| マージ                       | ペギー・フラッド             | おまたかな     |
| アロヨ校長                   | ジーニー・ティラード         | かとうあずさ   |
| ドリーマーウィンド           | キャシー・キャバディーニ     | 相川奈都姫     |
| ドリアン                     | ドリアン・ロケット           | 堀総士郎       |
| 試合のアナウンサー           | ドリス・バーク               | 城内由茄子     |
| ウィンドスター               | ロニー・デル・カルメン       | 藤井雄太       |
| ミホ                         | エスター・K・チェ            | 吉元里謹       |
| ミアリ                       | エリサピー・アイザック       | （原語版流用） |
| レイ・ガードナー             | マーカス・シェルビー         | 鷲見昴大       |
| 地下鉄の乗客                 | ジョン・ラッツェンバーガー   | 不明           |
| 歌う男                       | 不明                         | 瑛人           |

## 公開

### 公開日について
アメリカ合衆国での当初の公開日は2020年6月19日と発表されていたが、新型コロナウイルス流行の影響を受け同年11月20日に延期された。また、日本においても当初の公開日は2020年夏と発表されていたが、アメリカ合衆国の公開延期にともない日本での公開も同年12月11日に後ろ倒しとなった。

### Disney+での配信
2020年10月8日、ウォルト・ディズニー・カンパニーはアメリカ合衆国での劇場公開を断念し同年12月25日に同社傘下のDisney+での公開に切り換えると発表した。日本でも同サービスでの配信になる事が同日にウォルト・ディズニー・ジャパンから発表された。本作と同様の理由でDisney+での配信に切り換えた『ムーラン』は、Disney+の月額利用料金とは別にプレミアアクセス追加料金を支払った上で作品を視聴する形態であったが、本作品については追加料金を支払わずに視聴できる形態となる。なお、Disney+のサービスが行われていない国と地域では劇場公開する方向で調整している。

### 劇場公開
2023年12月6日、ピクサー・アニメーション・スタジオは本作品を2024年1月12日にアメリカ国内で劇場公開することを同社のX（旧・Twitter）にて発表した。
2023年12月20日、ウォルト・ディズニー・ジャパンは本作品並びに『夢追いウサギ』（同時上映作品）を2024年4月12日に日本国内で劇場公開することを同社サイトにて発表した。